# Dolichoderus carbonarius
Dolichoderus carbonarius é uma espécie de formiga do gênero Dolichoderus.